# Inscripties van Sefire
De inscripties van Sefire is een groep van Oud-Aramese inscripties uit de 8e eeuw v.Chr., aangebracht op drie basalten stèles.
In de wetenschappelijke wereld zijn de stèles met de inscripties bekend sinds 1930, toen de Franse archeoloog Sébastien Rozevalle, verbonden aan de Universiteit van Beiroet, deze onder ogen kreeg, op aanwijzing van de plaatselijke bevolking in de buurt van het Noord-Syrische plaatsje As-Safirah, ook wel Sefire genoemd, waar de stèles gevonden zijn (zo'n 25 km ten zuidoosten van Aleppo). In 1948 zijn de twee best bewaarde stèles (stèle I en II) aangekocht door het Nationaal museum van Damascus. De derde stèle (stèle III) is in 1956 aangekocht door het Nationaal museum van Beiroet. Geen van de stèles is onbeschadigd. Het best bewaard is stèle I. Deze is weliswaar doormidden gebroken, waardoor aan elke zijde minstens drie regels in het midden van de tekst ontbreken, maar verder zijn drie van de (oorspronkelijk) vier zijden met tekst grotendeels intact. Stèle II kon in het museum in Damascus grotendeels gereconstrueerd worden uit ongeveer 20 fragmenten die tot de stèle behoorden. Van de (oorspronkelijk tweezijdige) stèle III zijn negen fragmenten bewaard gebleven, waaruit slechts een deel van de tekst op de stèle gereconstrueerd kon worden.
De stèles bevatten de in het Oud-Aramees opgestelde tekst van een verdrag tussen Bar-ga'yah, de koning van KTK (onduidelijk is welk rijk daar precies mee bedoeld wordt) en een aan hem onderhorige vazalvorst, Mati'el, de zoon van 'Attarsamak, die koning is van Arpad. Bar-ga'yah en Mati'el zijn ook bekend uit Akkadische verdragsteksten en op grond van die identificatie wordt de tekst gedateerd ongeveer halverwege de 8e eeuw v.Chr., in elk geval voor 740 v.Chr., toen de Assyrische koning Tiglat-Pileser III Arpad veroverde. De namen van Bar-ga'yah en Mati'el worden zowel op stèle I als stèle II vermeld. Op het bewaard gebleven deel van stèle III zijn geen namen vermeld, maar omdat het schrift nauw verwant is aan dat op de andere twee stèles en omdat er eveneens sprake is van 'koningen van Arpad' is duidelijk dat de stèles een nauwe verwantschap vertonen. Meestal neemt men aan dat de drie stèles samen de tekst van een en hetzelfde verdrag bevatten, al is ook wel voorgesteld dat het om afzonderlijke verdragen tussen dezelfde partijen gaat.
Het belang van de inscripties is onder meer hierin gelegen, dat ze behoren tot de oudste voorbeelden van West-Semitische verdragsteksten. Net als in oude Hethitische en contemporaine Assyrische verdragsteksten worden goden aangehaald als getuigen en worden vervloekingen uitgesproken over wie handelt in strijd met het verdrag.